# Famille Daniel (vargyasi)
La famille Daniel de Vargyas (vargyasi Daniel en hongrois) est une ancienne famille de la noblesse hongroise. Elle donna notamment sept juges royaux en chef (főkirálybíró) des comitats de Háromszék et Udvarhelyszék.

## Histoire
Famille sicule de Transylvanie, elle remonte à  Balázs Daniel cité comme combattant à Nikopol en 1396. Son fils Péter est quant à lui cité comme participant à la bataille de Varna en 1444. Mihály Daniel reçoit en 1621 de la part du roi Ferdinand II le domaine de Vargyas, dans le comitat de Kovászna. Il est capitaine des Sicules sous le règne des princes Sigismond II Rákóczi et Gabriel Ier Báthory. Il combat en Moravie et est cité en 1622 comme juge royal en chef (főkirálybírói) du comitat de Háromszék. Il était un proche du prince Gabriel Bethlen. István et Lőrinc, officier au régiment Veterani, de la branche cadette, sont tous deux gratifiés du titre de baron, respectivement en 1737 et 1751. La branche aînée reçoit le titre de baron en 1912, après l'extinction de la branche cadette, en la personne de  Gábor  Daniel (1854-1919), főispán de Udvarhely.

## Personnalités
- Mihály Daniel, seigneur de Vargyas (1621), capitaine des Sicules et juge royal en chef de Háromszék.
- baron István Daniel (hu) (1684–1774), juge royal en chef (főkirálybíró) et mémorialiste (Descriptio vitae, 1764), il décrit notamment sa participation à la guerre d'Indépendance de Rákóczi.
- baronne Polixénia Daniel (hu) (1720–1775), écrivain et traductrice. Fille du précédent.
- baron István Daniel ( † 1788), juge royal en chef de Udvarhelyszék, commissaire principal du gouvernement, "conseiller secret à la clef d'Or" (aranykulcsos belső titkos tanácsos). Frère de la précédente et père du suivant.
- baron István Daniel (hu) (1751-1772), officier impérial, écrivain et traducteur, notamment du philosophe français Jean-François Marmontel.
- baron Elek Daniel (1783-1848), főispán du comitat de Marosvásárhely. Père du suivant.
- Gábor Daniel (hu) (1824–1915), főispán de Udvarhely, commissaire du gouvernement (kormánybiztos), juge royal en chef d'Udvarhelyszék, docteur en théologie de l'université de Rostock, chef de l'Église unitarienne hongroise et membre de la chambre des magnats en 1891. Il crée en 1860 une fondation Széchenyi. Chevalier de l'Ordre de Saint-Étienne de Hongrie (1891) et de Léopold. Père du suivant.
- Gábor le jeune Daniel (hu) (1854–1919), baron (1912), homme politique, parlementaire, vice-président de la Chambre des représentants puis vice-président du Parti national du travail, főispán, conseiller secret.

## Pour approfondir